# 弗兰克·博尔曼
弗兰克·弗雷德里克·博尔曼二世（Frank Frederick Borman II，1928年3月14日—2023年11月7日）前美國空軍少校及美国国家航空航天局宇航员，以执行首次环绕月球的阿波罗8号任务而闻名。

## 生平
博尔曼出生于印第安纳州加里。由于博尔曼的窦病会在阴冷潮湿的天气中发作，博尔曼的父亲将全家搬到亞利桑那州南部的图森，博尔曼也一直将图森视为故乡。博尔曼从15岁便开始飞行。博尔曼1950年从西点军校毕业，与部分同班同学一起加入了空军，成为了战斗机飞行员（当时美国还没有空军学校）。后来，他被选入美国空军试飞员学校，成为了一名试飞员。1962年，他被选入第二组宇航员，开始宇航员生涯。
博尔曼的首次太空任务是1965年的双子星7号，与吉姆·洛威尔合作。洛威尔此前已经在双子星6A号任务中执行过人类首次太空集合。双子星7号同样是双子星计划中的一次长时间飞行任务，在地球轨道停留14天。博尔曼的第2次太空任务是1968年12月作为指令长执行阿波罗8号。他再次与洛威尔合作，威廉·安德斯也是3位成员之一。原计划中，阿波罗8号是由土星5号作为运载火箭的一次“远地轨道”任务，但后来被调整为第一次环绕月球的任务。1968年12月，阿波罗8号进入月球轨道，环绕月球10周。阿波罗8号成功地为美国国家航空暨太空總署1969年7月20日的登月（阿波罗11号）铺平了道路。任务期间，由于正赶上基督教圣诞节，博尔曼与其他宇航员一同朗读了圣经创世记的部分内容，引发争议。任务结束后在世界各地出席活动时，博尔曼会见天主教教皇保罗六世时，教皇告诉他：“我一生都在努力向世界说出你在平安夜时所说的话。
博尔曼于1970年从航空暨太空總署和空军退役，在美国东方航空公司担任特别顾问。他于1975年12月成为了东方航空公司的首席执行官。70年代末，航空事业经历了很多变化，东方航空公司在博尔曼的领导的四年中取得了商业上的成功，是公司历史上利润最高的时期。1986年，博尔曼从东方航空公司退休。
博尔曼后来回到了亚利桑那州的图森，目前（2005年）住在新墨西哥州的拉斯克鲁塞斯。博尔曼以组装和飞行二战以及朝鲜战争飞机为乐，目前最喜欢的是TF-51野马战斗机。

## 荧屏上的博尔曼
- 在1998年的连续短剧《从地球到月球》中，博尔曼由大卫·安德鲁斯（David Andrews）扮演。